# Ubbe Ragnarsson

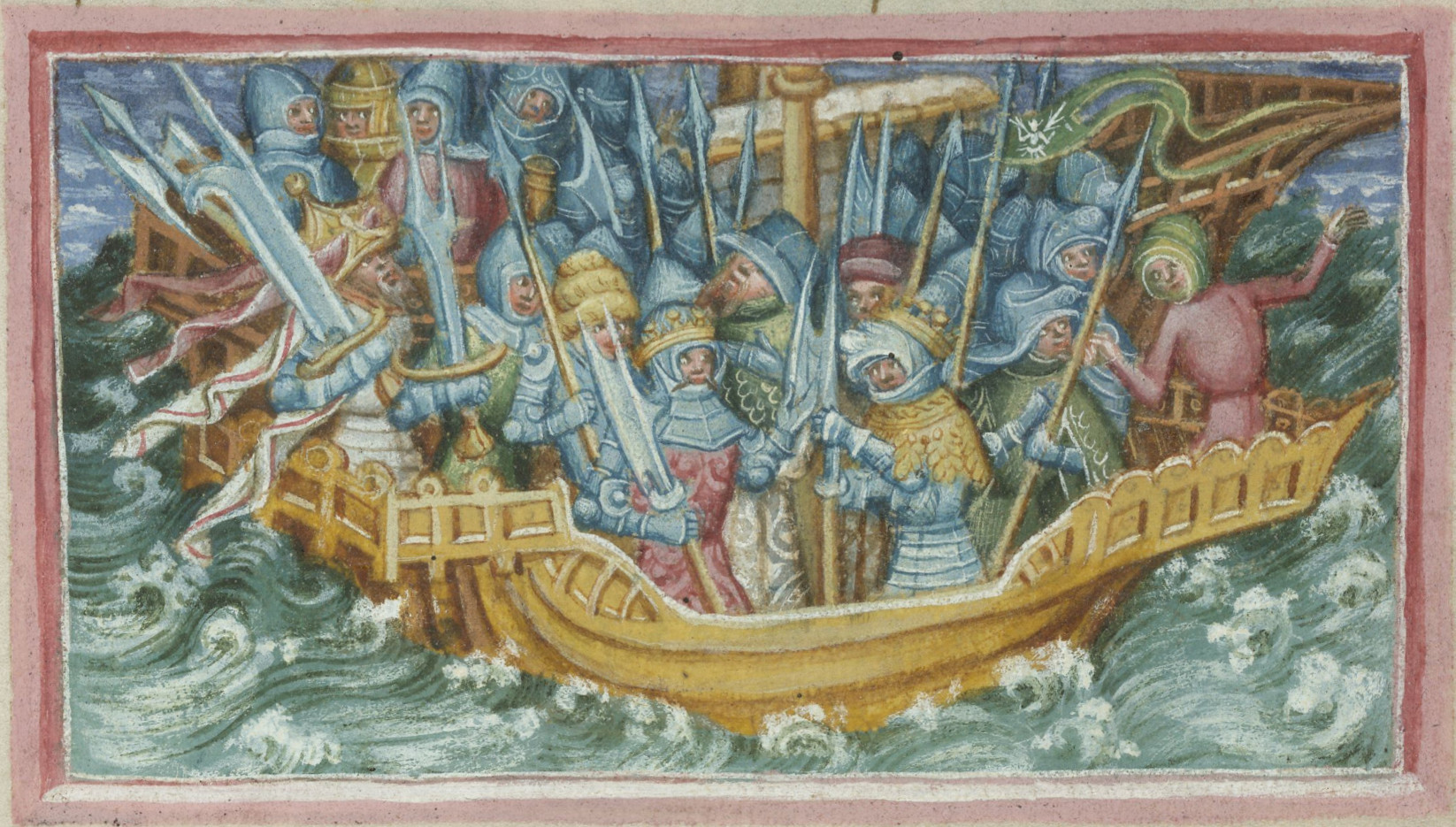
Ubbe en Ivar schepen in om hun vader te wreken

Ubbe, Ubba of Hubba (in de literatuur ook Ubba Ragnarsson genoemd) was aanvoerder van de Scaldingi (Schelde-rivier Vikingen) en tevens een van de aanvoerders van het Grote Deense leger dat in 865 Engeland binnenviel; vermoedelijk arriveerde hij zelf eerst in 867. De levensbeschrijving van de heilige Cuthbertus uit de 11e eeuw noemt hem aanvoerder van de Friezen (Ubbo dux Fresonum of Fresciorum). Na 870 verdwijnt hij uit de bronnen. Scandinavische sagen uit de 11e of 12e eeuw stellen dat zijn moeder afkomstig was uit een van de Friese kustgewesten, waardoor hij de naam Ubbo Fresicus of Ubbi friski zou hebben gekregen. Volgens de sagen was hij een halfbroer van de Vikingleiders Halfdan en Ivar de Beenloze, en een zoon van de legendarische Ragnar Lodbrok.
De Angelsaksische Kroniek noemt Ubbo en Ivar als de moordenaars van koning Edmund van East-Anglia in 869. Latere verhalen stellen dat hij een ervaren tovenaar was die over grote krachten beschikte. Volgens de Estoire des Engleis uit de 12e eeuw zou Ubbo zijn gesneuveld in 878 tijdens de slag van Cynuit in het tegenwoordige Engelse graafschap Somerset. In het genoemde jaar landde een groep Vikingen op de Zuidwest-Engelse kust bij Combwich. Daar constateerden zij dat een aantal West Saksen hun toevlucht hadden gezocht in het fort van Cynwit. De Denen gingen over tot de belegering van dit fort. Zij verwachtten dat de Saksen zich wel zouden overgeven vanwege gebrek aan water. In plaats van echter lijdzaam af te wachten en in hun heuvelfort te sterven van de dorst, braken de Saksen onder leiding van Odda van Devon bij zonsopgang plotseling uit het fort. De Denen werden verrast en de Saksen behaalden een grote overwinning, waarbij een ongenoemde Vikinghoofdman stierf.
De bronnen over Ubbe Ragnarsson zijn fragmentarisch. De informatie die over hem beschikbaar is komt hoofdzakelijk uit de Angelsaksische Kroniek, uit Oudnoorse sagen en uit het werk van de Deense kroniekschrijver Saxo Grammaticus. Een recente hypothese stelt hem gelijk aan de Vikingleider Rodulf. Volgens deze studie zou Ubbe rond 830 zijn geboren in Frisia, waarschijnlijk het eiland Walcheren of omgeving, en gedood door Friezen in 873 toen hij bezit wilde nemen van het gewest Oostergo van Frisia.